# Is This Desire?
Is This Desire? —en españolː ¿Esto es deseo?—es el cuarto álbum de estudio de la cantante y compositora inglesa PJ Harvey, lanzado al mercado el 28 de septiembre de 1998 por la compañía discográfica Island Records. Promocionado por los sencillos «A Perfect Day Elise» y «The Wind», fue coproducido por Harvey junto a Flood, Marius De Vries y Head.
Grabado en el período que comprende los años 1997 y 1998 en Yeovil y Londres, se caracterizó por mostrar un radical cambio en el estilo musical de Harvey al incursionar en géneros como el rock electrónico y el trip hop; su experiemental sonido causó división entre sus seguidores y pese a haber tenido un menor impacto comercial que su trabajo predecesor, el sencillo «A Perfect Day Elise» recibió una amplia rotación y el disco obtuvo una nominación al Grammy en la categoría «Mejor álbum de música alternativa».
Is This Desire? debutó en la posición número 17 de la lista de álbumes del Reino Unido y en el número 54 del Billboard 200, y logró posicionarse en el top de diez de las listas de álbumes de Bélgica, Francia y Noruega. Según Billboard, el disco ha vendido más de medio millón de copias en el mundo, 164.000 de ellas en Estados Unidos.

## Historia

### Antecedentes
Entre 1992 y 1995 Harvey ya había publicado 3 álbumes de estudio (Dry; Rid of Me y To Bring You My Love), un álbum de demos (4-Track Demos) y otro álbum en colaboración junto a John Parish (Dance Hall at Louse Point); debió soportar la desintegración de su banda original, el PJ Harvey Trio; todo esto sumado al cansancio de las giras sus álbumes, sobre todo la del aclamado To Bring You My Love (1995). Tras el agotamiento físico y emocional que le causaron tales situaciones, se sumó la ruptura de la relación sentimental que mantuvo con el intérprete australiano Nick Cave; romance que sólo se hizo público una vez terminado. Debido a tales sucesos, Harvey decidió refugiarse nuevamente en Yeovil, su localidad natal, llegando a plantearse la posibilidad de abandonar indefinidamente su carrera musical, tanto así que en 1997 descartó una primera versión de lo que llegaría a ser Is This Desire?

### Grabación, estilo musical y contenido
Las sesiones de grabación de Is This Desire? ocurrieron en un período de un año, entre abril de 1997 y abril de 1998, en los Small World Studios en Yeovil y en los Whitfield Street Studios en Londres. El álbum fue coproducido por la propia Harvey junto con Flood, Marius De Vries y Head; este último en 1993 ya había coproducido junto a Harvey y Rob Ellis la canción «Man-Size Sextet», perteneciente al álbum Rid of Me. A ellos se sumaron las colaboraciones de diversos músicos, entre ellos el ya mencionado Ellis, John Parish, Mick Harvey, Eric Drew Feldman, Joe Gore y Jeremy Hogg.

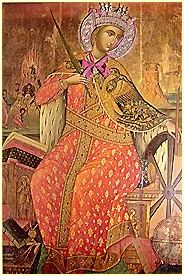
Santa Catalina de Alejandría inspiró la canción «The Wind»

Musicalmente, el álbum marcó un radical cambio con respecto al rock que había caracterizado sus anteriores discos, en donde predominaba la guitarra; considerado su álbum más experimental hasta ese entonces, su sonido se destacó por los paisajes sonoros más sutiles, más tranquilos, atmosféricos y oscuros, sumado a piezas musicales basadas en teclados, piano, bajo, música electrónica, y temas con guitarra acústica. Solo canciones como «The Sky Lit Up» recuerdan un estilo que marcó los anteriores discos de Harvey.
En 2004 durante una entrevista para la revista Filter, Harvey mencionó lo siguiente:

«Nuevamente trabajé con Flood, tratando de encontrar un nuevo camino, pero fue un momento particularmente difícil en mi vida. Así que fue un disco muy difícil de hacer y aún lo encuentro muy difícil de escuchar, pero probablemente es mi favorito de los álbumes que he creado porque tenía mucho valor. Quiero decir: yo estaba haciendo música extremadamente difícil, experimentando con técnicas que no había usado antes y sin importarme realmente lo que los demás pensaran sobre ello. Estoy muy orgullosa de él»

Líricamente, la canción «A Perfect Day Elise» cuenta la historia de un acosador obsesionado con Elise; mientras que «Angelene», el tema que abre el disco, trata sobre una historia sobre prostitución y deseo de encontrar al hombre adecuado; «The Wind», que fue el segundo sencillo del álbum, está inspirada en Santa Catalina de Alejandría, particularmente en su capilla en Abbotsbury. La letra trata de la ubicación de la capilla en la cima de una colina, y termina con una interpretación de una oración tradicional que las mujeres usaban para encontrar un esposo. El pueblo de Abbotsbury es cercano al hogar de PJ Harvey.

## Publicación y rendimiento en las listas

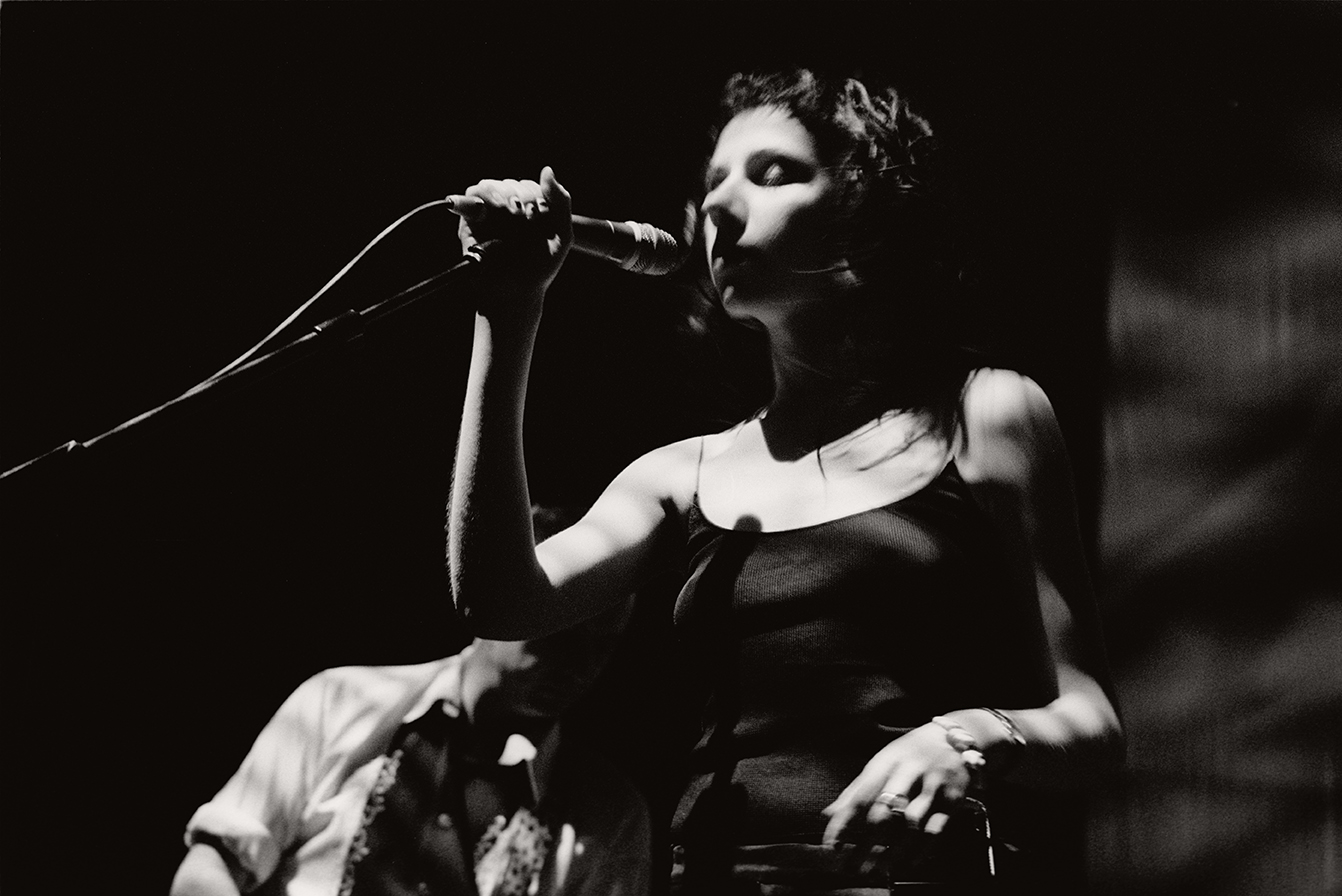
PJ Harvey en 1998, durante la época de Is This Desire?

Is This Desire? fue publicado el 28 de septiembre de 1998, y alcanzó la posición número 17 en el Reino Unido, 5 posiciones menos en comparación con To Bring You My Love que debutó en la posición número 12, y la Industria Fonográfica Británica lo certificó con el disco de plata tras vender 60,000 ejemplares. En Estados Unidos, el álbum llegó al puesto 54 del Billboard 200; mientras que su predecesor había alcanzado el número 40. El álbum alcanzaría la posición 8 en Bélgica, el número 5 en Noruega y el número 9 en Francia, en donde tras vender 50,000 copias fue certificado con el disco de oro por el Sindicato nacional de la edición fonográfica. Hasta la fecha, ha vendido más de 86,000 copias en ese país.
Pese al menor impacto comercial causado si se compara con su trabajo anterior, el primer sencillo, «A Perfect Day Elise» (publicado el 14 de septiembre de 1998) recibió una amplia rotación al igual que su vídeo musical, dirigido por Maria Mochnacz, llegando a posicionarse en el puesto 25 en la lista de sencillos del Reino Unido, convirtiéndose en uno de los más exitosos de su carrera y también alcanzaría el número 15 en Canadá y el número 33 del Billboard Modern Rock Tracks en Estados Unidos. En enero de 1999 fue lanzado «The Wind», el segundo sencillo y que alcanzó el puesto 29 en las islas británicas.

## Recepción de la crítica
Pese al cambio en el estilo musical que produjo reacciones mixtas por parte de sus seguidores, la crítica especializada fue generalmente positiva. Marc Weingarten de Entertainment Weekly lo calificó con una A, diciendo que «musicalmente quizás este es su trabajo más completo y atrevido»; la revista Dazed & Confused afirmó que Is This Desire? «será un clásico de los próximos 10 si no 20 años. Tiene el ritmo impecable del jazz, la disposición de una pista de baile clásica, la profundidad de una sinfonía orquestal y la carga emocional del evangelio». Mike Boehm de Los Angeles Times dio al álbum 4 estrellas, comentando que «cada canción tiene su propio paisaje aural atrevido y distintivo, y su canto la coloca en el centro de la mejor tradición rockera femenina de hoy en día», comparando el sonido logrado con artistas como Lucinda Williams, Patti Smith, Carla Bozulich y Johnette Napolitano. Shan Fowler de Pitchfork dijo que Is This Desire? «es otra evolución para un músico cuya carrera se ha convertido en sinónimo de cambio»", mientras que la revista Q le dio cuatro estrellas de cinco elogiando al registro como «inquietante y excelente»; misma calificación le dio Rob Sheffield de la revista Rolling Stone. Sarah Vowell de Spin al darle un puntaje de ocho sobre diez escribió «la mayoría de los compositores son auto-empleados, hablando solo de sí mismos, Polly tiene un pueblo entero en su cabeza, y ella pone a todos a trabajar», y Robert Christgau de The Village Voice le otorgó la calificación A-. Una de las reseñas negativas provino de James Oldham de NME. Puntuando al álbum con una calificación 6 de 10, señaló que «está construido alrededor de un esqueleto electrónico furiosamente rítmico y frecuentemente feo. Los teclados y las guitarras están distorsionados hasta el punto de ser irreconocibles, la melodía a menudo se ignora por completo y las canciones se mueven violentamente entre las voces espectrales».
En retrospectiva, Stephen Thomas Erlewine del sitio Allmusic de dio 3 estrellas de cinco, destacando en su crítica que «Is This Desire? tiene todas las características de un registro escrito en forma aislada; sutil, cerebral, insular, difícil de asimilar, es el álbum donde Polly Harvey entra en las filas de los artesanos, sacrificando la confesión por la ficción»; similar calificación por parte de The Rolling Stone Album Guide al otorgarle 3 estrellas y media de cinco. En una revisión a su discografía, el sitio Jenesaispop afirmó que «es su disco más experimental y electrónico».

## Lista de canciones
Todas las canciones han sido escritas por PJ Harvey

| N.º | Título                | Duración |  |
| 1.  | «Angelene»            | 3:34     |  |
| 2.  | «The Sky Lit Up»      | 1:52     |  |
| 3.  | «The Wind»            | 4:01     |  |
| 4.  | «My Beautiful Leah»   | 1:59     |  |
| 5.  | «A Perfect Day Elise» | 3:06     |  |
| 6.  | «Catherine»           | 4:05     |  |
| 7.  | «Electric Light»      | 3:04     |  |
| 8.  | «The Garden»          | 4:12     |  |
| 9.  | «Joy»                 | 3:40     |  |
| 10. | «The River»           | 4:52     |  |
| 11. | «No Girl So Sweet»    | 2:45     |  |
| 12. | «Is This Desire?»     | 3:25     |  |

## Posicionamiento en las listas
| País           | Lista (1998)                 | Posición |
| -------------- | ---------------------------- | -------- |
| Australia      | Australian ARIA Albums Chart | 30       |
| Bélgica        | Belgian Albums Chart (Vl)    | 8        |
| Bélgica        | Belgian Albums Chart (Wa)    | 50       |
| Canadá         | Canadian Albums Chart        | 59       |
| Países Bajos   | Dutch Top 100                | 74       |
| Francia        | French SNEP Albums Chart     | 9        |
| Noruega        | Norwegian Albums Chart       | 5        |
| Suecia         | Swedish Albums Chart         | 19       |
| Reino Unido    | UK Albums Chart              | 17       |
| Estados Unidos | US Billboard 200             | 54       |

| País           | Organismo certificador | Certificación | Ventas  |
| -------------- | ---------------------- | ------------- | ------- |
| Francia        | SNEP                   | Oro           | 86,000  |
| Reino Unido    | BPI                    | Plata         | 60,000  |
| Estados Unidos | RIAA                   | —             | 164,000 |

### Sencillos
| Año  | Sencillo              | Posición | Posición | Posición | Posición | Posición |
| Año  | Sencillo              | AUS      | CAN      | FRA      | UK       | US Mod   |
| ---- | --------------------- | -------- | -------- | -------- | -------- | -------- |
| 1998 | «A Perfect Day Elise» | 83       | 15       | 70       | 25       | 33       |
| 1999 | «The Wind»            | —        | —        | —        | 29       | —        |

## Créditos
Todos los créditos se han adaptado a partir de las notas de Is This Desire?.
| Músicos - PJ Harvey – voz, guitarra - Mick Harvey – bajo, teclados - John Parish – guitarra, teclados - Rob Ellis – Batería, percusión - Eric Drew Feldman – piano, teclados Músicos adicionales - Joe Gore – guitarra - Jeremy Hogg – guitarra - Terry Edwards – trompeta (10) - Richard Hunt – violín (11) | Técnicos - Flood – producción, ingeniero de sonido - PJ Harvey – producción - Head – producción - Marius De Vries – producción, ingeniero de sonido, mezcla, programación (2, 3) - Andy Todd – ingeniero de sonido, mezcla (2, 3) - Pete Davis – programación (2, 3) - Steve Sidelnyk – programación (2, 3) Diseño - Maria Mochnacz – dirección de arte, diseño, fotografía - Rob Crane – dirección de arte, diseño - PJ Harvey – fotografía - Julia Hember – fotografía - Nick Daly – fotografía |